# Michail Tjoerin

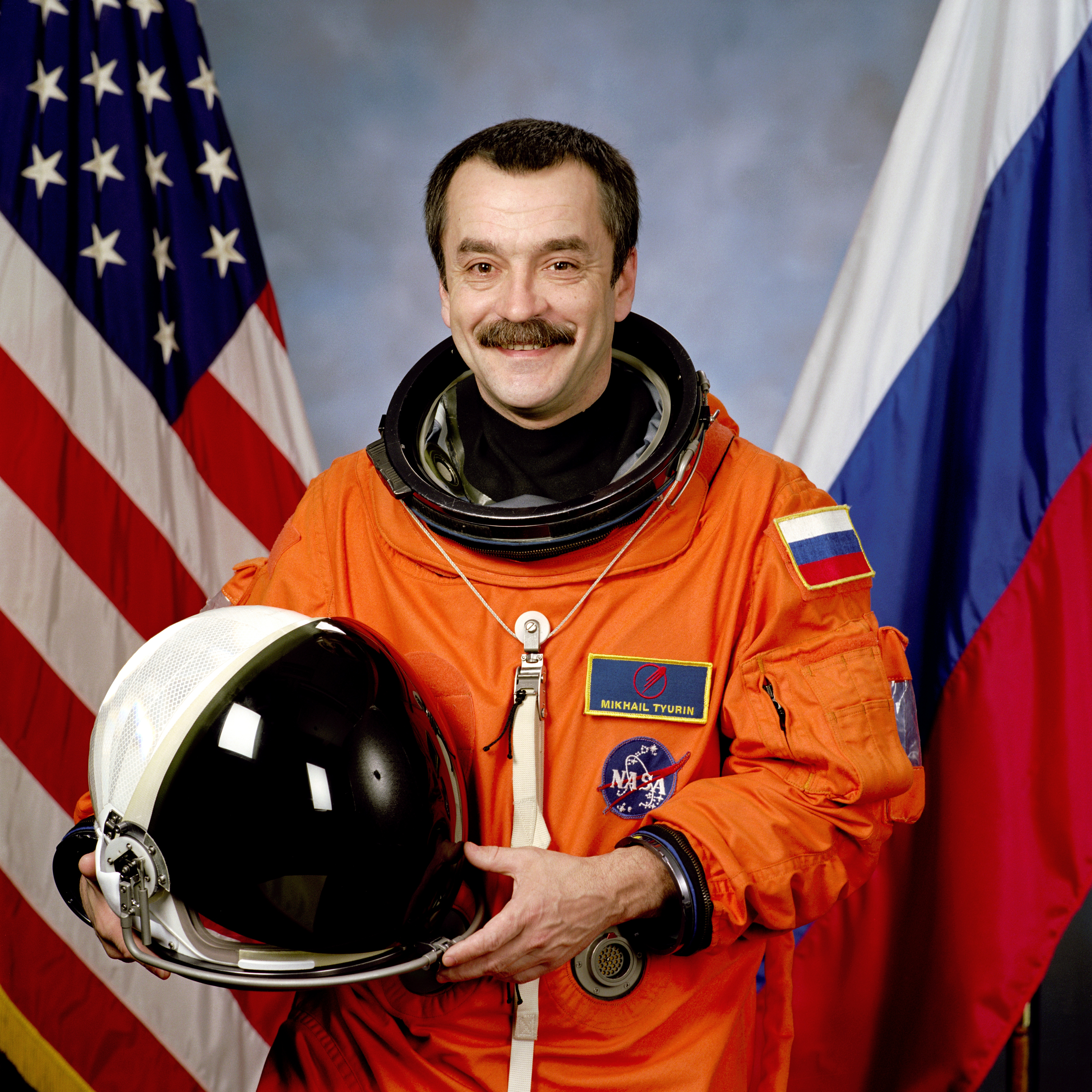
Michail Tjoerin

Michail Vladislavovitsj Tjoerin (Russisch: Михаил Владиславович Тюрин) (Kolomna, 2 maart 1960) is een Russische kosmonaut.
Hij is afgestudeerd aan het Moskouse luchtvaartinstituut en werd als kosmonaut geselecteerd op 1 april 1994.
Hij verbleef met de STS-105 in 2001 in het totaal 128 dagen 20 uur en 45 minuten in de ruimte.